# Le Républicain Lorrain
Le Républicain Lorrain ist eine französische Regionalzeitung für das Gebiet Lothringen in der Region Grand Est.
Die Zeitung erschien erstmals am 19. Juni 1919 unter dem Namen Metzer Freies Journal. Der größte Teil war auf Deutsch und einige Seiten in französischer Sprache gehalten. Ab 1936 veröffentlichte man komplett auf Französisch.
Die Zeitung wurde von Victor Demange herausgegeben. Danach war seine Tochter Marguerite Puhl-Demange, dann deren Ehemann und später deren Sohn Herausgeber. Seit 2007 wird die Zeitung von Gruppe CM11-CIC veröffentlicht. Ab 2008 gehört die Zeitung zur Ebra Mediengruppe.

## Regionalausgaben
Die Zeitung erscheint in sieben Regionalausgaben:
| Ausgabe                                          | Deutsche Übersetzung                | ungefähres Verbreitungsgebiet                    | Anmerkung                                                            |
| ------------------------------------------------ | ----------------------------------- | ------------------------------------------------ | -------------------------------------------------------------------- |
| Metz-Vallée de l’Orne bzw. Metz et agglomération | Metz-Ornetal bzw. Ballungsraum Metz | Arrondissement Metz                              | Zusammenschluss der Ausgaben von Metz und Vallée de l’Orne seit 2008 |
| Thionville-Hayange                               | Diedenhofen-Hayingen                | Arrondissement Thionville                        | Zusammenschluss der Ausgaben von Thionville und Hayange seit 2008    |
| Meurthe-et-Moselle Nord                          | Mörthe-und-Mosel Nord               | Arrondissement Briey                             | Zusammenschluss der Ausgaben von Briey und Longwy seit 2008          |
| Forbach                                          | Forbach                             | Arrondissement Forbach-Boulay-Moselle (Ostteil)  |                                                                      |
| Sarreguemines-Bitche                             | Saargemünd-Bitsch                   | Arrondissement Sarreguemines                     |                                                                      |
| Sarrebourg-Château-Salins                        | Saarburg-Salzburg                   | Arrondissement Sarrebourg-Château-Salins         |                                                                      |
| Saint-Avold-Creutzwald                           | St. Avold-Kreuzwald                 | Arrondissement Forbach-Boulay-Moselle (Westteil) |                                                                      |